# Dasyvalgus mindanaonensis
Dasyvalgus mindanaonensis är en skalbaggsart som beskrevs av Ricchiardi 1996. Dasyvalgus mindanaonensis ingår i släktet Dasyvalgus och familjen Cetoniidae. Inga underarter finns listade i Catalogue of Life.